# Andrena solenopalpa
Andrena solenopalpa är en biart som beskrevs av Raymond Benoist 1945. Andrena solenopalpa ingår i släktet sandbin, och familjen grävbin. Inga underarter finns listade i Catalogue of Life.